# سرودخوان مورچه‌خوار سینه‌خالدار
سرودخوان مورچه‌خوار سینه‌خالدار (نام علمی: Dysithamnus stictotothorax)، گونه‌ای از پرندگان خانواده مورچه‌مرغان است که در جنوب شرقی برزیل یافت می‌شود. زیستگاه‌های طبیعی آن جنگل‌های جلگه‌ای نمناک نیمه‌گرمسیری یا گرمسیری و جنگل‌های کوهستانی نمناک نیمه‌گرمسیری یا گرمسیری است. به دلیل نابودی زیستگاه نادر می‌شود.